# Muño de Zamora
Muño de Zamora, né en 1237 et mort le 19 février 1300, est un frère dominicain espagnol, maître de l'ordre des Prêcheurs de 1285 à 1291 puis évêque de Palencia de 1294 à 1296. Il est notamment le fondateur de la règle destinée aux laïcs dominicains.

## Biographie

### Maître des Prêcheurs
Nous connaissons très peu de chose concernant la jeunesse de Muño. Il serait né à Zamora mais tout ce qui est connu de lui provient de diverses sources se contredisant. On sait qu'il n'a pas de formation académique. Lorsqu'il est nommé prieur provincial d'Espagne en 1281, il a toutefois la réputation d'être un excellent administrateur. Il est aussi connu comme étant un homme clément et ascétique, pratiquant l'abstinence perpétuelle.
En 1285, le chapitre général de l'ordre dominicain, tenu à Bologne, l'élit maître. Dès sa première lettre aux membres de l'ordre, il insiste sur l'importance de l'esprit de pauvreté, de la solitude et du silence. Il conclut : « Que le zèle de l'Ordre revive en vous tous ! Je vous le dis avec un cœur rempli d'amertume car, parmi beaucoup d'entre vous, ce zèle a perdu sa première vigueur ».

### Règle pour les laïcs
Peu de temps après son élection en tant que maître des dominicains, Muño promulgue la Règle des Frères et Sœurs de la Pénitence du Bienheureux Dominique, fournissant ainsi une règle de vie destinée aux « laïcs et femmes souhaitant mener une vie inspirée par les frères pénitents », qui seront finalement à l'origine du Tiers-Ordre dominicain. Les laïcs et prêtres séculiers se réclamant de saint Dominique, indépendants jusqu'ici, doivent donc dorénavant prononcer le vœu d'obéissance envers le maître de l'ordre. Grâce à cette incorporation formelle, les groupes de pénitents dominicains croissent et prospèrent. 
Le pape franciscain Nicolas IV s'inspire de sa fondation pour réformer la règle dominicaine dans son intégralité.

### Épiscopat
Proche du roi Sanche IV de Castille, il est victime de nombreuses rumeurs. En 1289, bien que les bases sont fragiles, le pape Nicolas IV demande à Muño de quitter ses fonctions. Ce dernier ne répond pas à cette demande, puis le chapitre général de 1290 le réélit. Témoin du soutien dont il fait l'objet de la part des dominicains, le pape souhaite toujours sa destitution mais lui offre la charge d'archevêque de Compostella. Muño est finalement démis de sa charge par une bulle pontificale datée du 12 avril 1291. 
En 1294, il est réhabilité et nommé évêque de Palencia. Épuisé, il quitte ses fonctions deux ans plus tard et se retire au monastère Sainte-Sabine de Rome, la maison mère de l'ordre. Il y meurt le 19 février 1300 ou peut-être le 11 mars 1299.